# The Legend of Sleepy Hollow
The Legend of Sleepy Hollow (traduzido como A Lenda da Caverna Adormecida (título em Portugal) ou A Lenda do Cavaleiro sem Cabeça (título no Brasil)) é um conto de Washington Irving incluído na coleção The Sketch Book of Geoffrey Crayon, Gent., escrita enquanto o autor vivia em Birmingham, Inglaterra. A primeira publicação foi em 1820. Ao lado da história de Rip Van Winkle, A Lenda do Cavaleiro sem Cabeça é um dos contos mais antigos de ficção norte-americana que é lido até hoje.

## Enredo

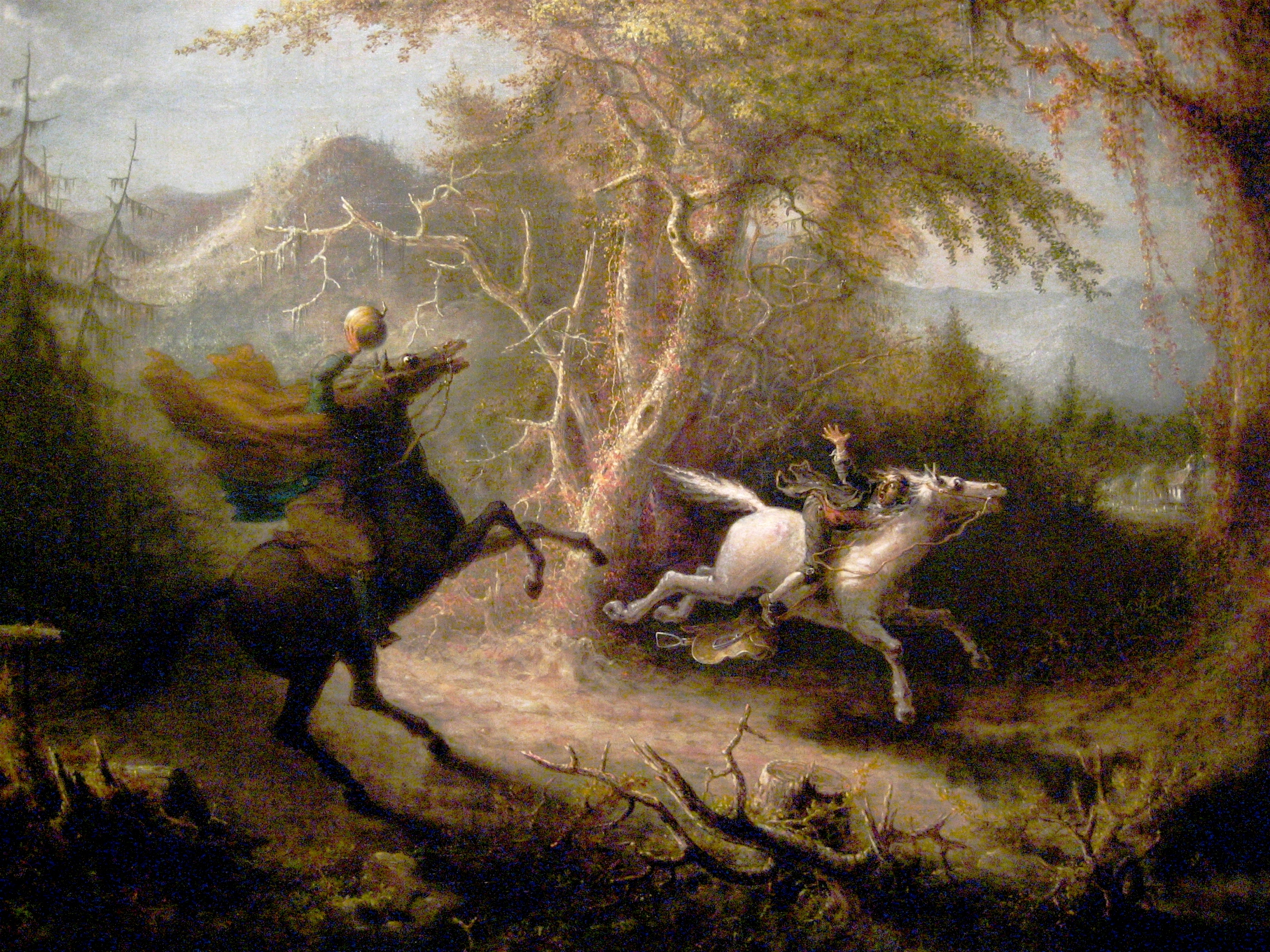
Pintura de 1858 de John Quidor

A história se passa por volta de 1790 no assentamento americano-holandes de Tarrytown, New York (O autor escreveu "Tarry Town"), num lugar chamado Sleepy Hollow. Ichabod Crane, um magro, esguio e extremamente supersticioso professor de Connecticut, compete com o valentão Abraham "Brom Bones" Van Brunt pela mão da jovem de dezoito anos Katrina Van Tassel, filha única do rico fazendeiro Baltus Van Tassel. Quando Crane sai de uma festa na casa dos Van Tassel numa noite de outono, é perseguido pelo "Cavaleiro sem Cabeça", um suposto fantasma de um soldado hessiano (germânico) que teve a cabeça arrancada por uma bala de canhão durante uma "batalha sem nome" da Revolução Americana. O fantasma "cavalga até o local da batalha numa procura noturna pela sua cabeça". Ichabod desaparece misteriosamente da cidade, deixando Katrina se casar com Brom Bones. A natureza do Cavaleiro sem Cabeça é deixada em aberto, embora haja indícios de que seja na verdade Brom Bones disfarçado.

## Personagens
- Ichabod Crane: É o atrapalhado e magrelo professor que compete com Brom Bones, o valentão da cidade, pelo amor de Katrina Van Tassel, a única filha e herdeira do rico fazendeiro Baltus Van Tassel.
- Katrina Van Tassel: É a filha única de Baltus Van Tassel e a moça mais bonita da região. O homem que casasse com Katrina seria, certamente, um dos empresários mais prósperos e satisfeitos de Nova York.
- Cavaleiro sem Cabeça: É o principal antagonista do conto. Um antigo e feroz cavaleiro germânico, que tinha sede de sangue, mas foi decapitado por soldados americanos durante a Revolução. Enterrado no cemitério da cidade, ressurgiu como um fantasma, perseguindo os descendentes daqueles que conspiraram contra ele.

## Inspiração
A Lenda do Cavaleiro sem Cabeça foi baseada no folclore germânico, trazido pelos imigrantes dessa nacionalidade para a América. A lenda original foi registrada por Karl Musäus. Um trecho escrito por Musäus (tradução aproximada):
O Cavaleiro sem Cabeça foi visto frequentemente. Um velho homem que não acreditava em fantasmas contou que encontrou o cavaleiro vindo do desfiladeiro. O cavaleiro o perseguira atravessando arbustos, colinas e pântanos. Ao chegarem a uma ponte, o cavaleiro subitamente se transformou num esqueleto. Ele jogou o velho dentro do riacho e salto por sobre as copas das árvores, trotando num barulho de trovão.
A lenda dizia que o cavaleiro não conseguia atravessar uma determinada ponte. O desfecho do conto ficcional se deu na Ponte do Rio Pocantico, na área da Velha Igreja de Sleepy Hollow. Os personagens de Ichabot Crane e Katrina Van Tassel podem ter sido baseados em residentes locais conhecidos do autor. Katrina seria baseada em Eleanor Van Tassel Brush, com o nome derivado da tia de Eleanor, Catriena Ecker Van Tessel.
A Lenda do Cavaleiro sem Cabeça segue a tradição de contos do folclore e poemas de casos sobrenaturais, como a obra de Robert Burns Tam o' Shanter (1790) e a de Gottfried August Bürger, Der wilde Jäger, traduzido em inglês para The Wild Huntsman (1796).

## História da publicação
A Lenda do Cavaleiro sem Cabeça foi o conto mais extenso publicado como parte do livro The Sketch Book of Geoffrey Crayon, com Irving usando o pseudônimo de "Geoffrey Crayon", em 1820.

## Influências
- Em 1997 a vila de Sleepy Hollow, New York passou a se chamar North Tarrytown.
- O Correio dos Estados Unidos lançou o selo da "Legend of Sleepy Hollow" em outubro de 1974, mostrando a silhueta do cavaleiro contra uma gigantesca lua laranja.
- Em 2006, uma grande estátua do Cavaleiro sem Cabeça perseguindo Ichabod Crane foi inaugurada na Route 9 em Sleepy Hollow/Tarrytown, New York.

## Adaptações em filmes
- The Headless Horseman (1922), uma versão do cinema mudo dirigida por Edward Venturini, com Will Rogers como Ichabod Crane. As locações foram no Vale do Rio Hudson em Nova Iorque.
- The Adventures of Ichabod and Mr. Toad (1949), dirigido por James Algar, Clyde Geronimi e Jack Kinney, produzido pela Walt Disney Productions e narrado por Bing Crosby. Adaptação em desenho animado da história. A cavalgada final é mais extensa do que na história original e o cavaleiro parece ser realmente um fantasma. A sequência é exibida em separado como The Legend of Sleepy Hollow em 1958.
- The Legend of Sleepy Hollow (1980), dirigido por Henning Schellerup. Filme de TV com locação em Utah, com Jeff Goldblum como Ichabod Crane e Dick Butkus como Brom Bones.
- Tall Tales and Legends, episódio "The Legend of Sleepy Hollow" (1987), com Ed Begley, Jr. como Ichabod Crane, Beverly D'Angelo como Katrina Van Tassel e Charles Durning como Doffue Van Tassel que também é o narrador. Produção de Shelley Duvall.
- The Real Ghostbusters aparecem em um episódio conhecendo um descendente de Ichabod Crane, amaldiçoado com a aparição do Sem-Cabeça numa motocicleta.
- Na série de TV da Nickelodeon Are You Afraid of the Dark? (1992), no episódio "The Tale of the Midnight Ride" é mostrada uma sequência para a história clássica. Um menino se muda para Sleepy Hollow e no Halloween ele vê o fantasma de Ichabod Crane.
- The Legend of Sleepy Hollow (1999) foi um filme da televisão do Canadá, com Brent Carver, com locações em Montreal.
- Sleepy Hollow (1999) é um film dirigido por Tim Burton, adaptação com muitas liberdades com o roteiro e os personagens. Johnny Depp interpreta Ichabod Crane e Christopher Walken faz o Cavaleiro sem Cabeça. No mesmo ano, um filme similar de TV do canal Odyssey com Brent Carver foi transmitido. Filmado em Montreal.
- The Hollow (2004) foi um filme de TV que apareceu no canal ABC Family com Kaley Cuoco. Focado num descendente adolescente de Ichabod Crane.
- The Legend of Sleepy Halliwell (2004) foi um episódio de Charmed.
- Halloween Hound: The Legend of Creepy Collars é o episódio de estréia da segunda temporada de Wishbone. O cão falante chamado Wishbone imagina ele mesmo como Ichabod Crane.
- Sleepy Hollow (2013) série norte-americana exibida pelo canal Fox, livremente baseada na obra de Washington Irving.

## Adaptações no teatro
- Sleepy Hollow (1948), musical da Broadway, com canções de George Lessner e escritos de Russell Maloney e Miriam Battista.[3]
- The Legend of Sleepy Hollow (2009), uma ópera, com música de William Withem e libreto de Melanie Helton.[4]

## Leituras
- Thomas S. Wermuth (2001). Rip Van Winkle's Neighbors: The Transformation of Rural Society in the Hudson River Valley. State University of New York Press. ISBN 0-7914-5084-8.